# Trirhabda luteocincta
Trirhabda luteocincta is een keversoort uit de familie bladkevers (Chrysomelidae). De wetenschappelijke naam van de soort werd in 1858 gepubliceerd door John Lawrence LeConte.